# Рясинецкое озеро
Рясинецкое (Ядренец) — озеро в Лядской волости Плюсского района Псковской области в бассейне реки Яня.
Площадь — 0,027 км² (2,70 га). Максимальная глубина — 4,5 м, средняя глубина — 2,0 м.
Через озеро протекает река Хоромёнка. На берегу озера стоит деревня Рясенец.
Тип озера плотвично-окуневый, где водятся рыбы: щука, плотва, окунь, вьюн, красноперка, ерш, линь, карась, щиповка.
Для озера характерно: отлогие и низкие частично заболоченные берега; дно илистое, в литорали — ил, заиленный песок; сплавины, коряги. Зимой отмечаются заморы.